# Simona Krainová
Simona Krainová (* 19. února 1973 Havířov) je česká modelka, ředitelka a patronka modelingové soutěže Czechoslovak TopModel, moderátorka a příležitostná herečka.

## Životopis

### Rodina
Má starší sestru Yvonnu. Jejím prvním manželem byl moderátor Bořek Slezáček. Dne 5. září 2010 se provdala za podnikatele Karla Vágnera ml., syna hudebníka Karla Vágnera. Má s ním syny Maxe a Bruna.

### Kariéra
Manažerem Krainové je Mario Sečkár. Simona Krainová byla ambasadorka modelingové soutěže Elite Model Look. V roce 2012 ji nahradila Taťána Kuchařová.
Domluví se anglicky, francouzsky, polsky a slovensky.
V roce 2023 si Simona Krainová založila vlastní profil na platformě OnlyFans.

### Filmografie
Simona Krainová si zahrála v několika českých filmech, ve kterých ji však pokaždé, kvůli jejímu výraznému ostravskému akcentu, nadabovala herečka Ljuba Krbová[zdroj⁠?!]:
- Kamarád do deště II. – Příběh z Brooklynu (1992) – Ivana
- Byl jednou jeden polda (1995) – Simona Ptáčková
- Byl jednou jeden polda II. – Major Maisner opět zasahuje! (1997) – kapitánka FBI
- Byl jednou jeden polda III. – Major Maisner a tančící drak (1999) – agentka FBI
- Rodinná pouta (2004) – TV seriál
- Vybíjená (2015)
- Dvojníci (2016)
- Ordinace v růžové zahradě 2 (2019)